# Ministerstvo školství, mládeže a tělovýchovy České republiky
Ministerstvo školství, mládeže a tělovýchovy České republiky (MŠMT) je ústřední orgán státní správy pro předškolní zařízení, školská zařízení, základní školy, střední školy a vysoké školy, pro vědní politiku, výzkum a vývoj, včetně mezinárodní spolupráce v této oblasti, a pro vědecké hodnosti, pro státní péče o děti, mládež, tělesnou výchovu, sport, turistiku a sportovní reprezentaci státu. Často bývá zkráceně označováno jen jako Ministerstvo školství. Sídlí v Karmelitské ulici v Praze 1-Malé Straně.

## Struktura
Ministerstvu je podřízena Česká školní inspekce a řada přímo řízených organizací (z nejvýznamnějších Dům zahraniční spolupráce, CERMAT a Národní pedagogický institut).
Ministerstvo školství, mládeže a tělovýchovy je zřízeno zákonem č. 2/1969 Sb.

## Historie
Do roku 1655 bylo školství řízeno superintendanty. Později zde (se sídlem ve Vídni) byla Studijní dvorská komise (Studienhofkommission). Ministerstvo vzniká roku 1848 jako Ministerstvo veřejného vyučování (Ministerium des öffentlichen Unterrichtes), ale vzápětí je přejmenováno na Ministerstvo kultu a vyučování (Ministerium für Cultus und Unterricht). Roku 1918 byl zřízen Úřad pro správu vyučování a národní osvětu, který brzy nesl jméno Ministerstvo školství a národní osvěty. Od roku 1945 Ministerstvo školství a osvěty a od roku 1953 Ministerstvo školství (a zřízeno Ministerstvo kultury, pod které přešla osvěta). Od roku 1988 nese název Ministerstvo školství, mládeže a tělovýchovy.
V roce 2015 ministerstvo udělilo akreditaci programu „I ve mně je lídr“, který podle religionisty Ivana Štampacha vychází z mormonské nauky.
Ve své veřejné výroční zprávě zpravodajská služba BIS varovala, že vliv sovětské verze moderních dějin a proruského panslovanství na výuku historie, českého jazyka a literatury na českých školách je součástí ruské hybridní strategie. V lednu 2019 se kvůli výuce historie na školách sešel ministr školství Robert Plaga s ředitelem BIS Michalem Koudelkou.

## Galerie

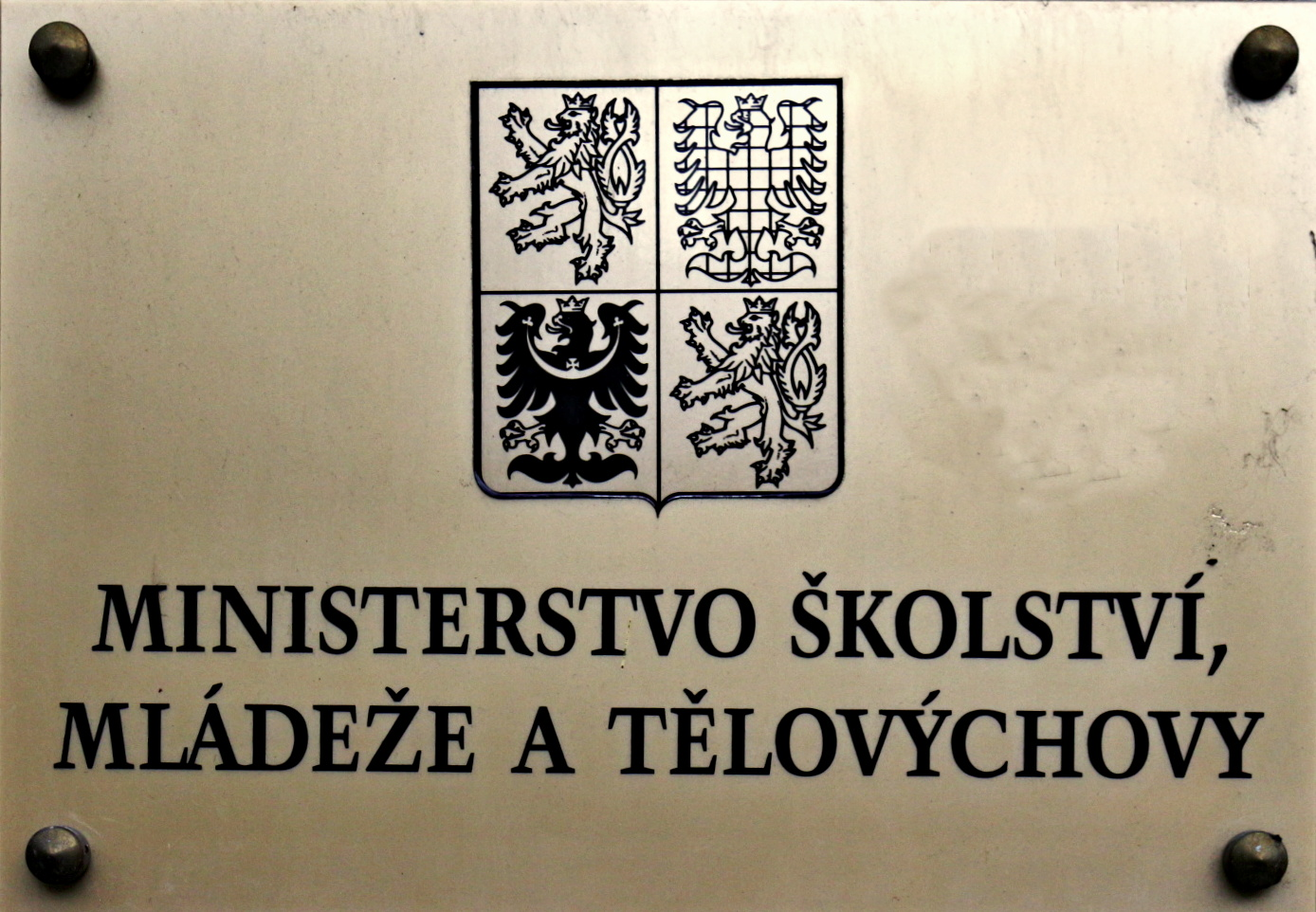
Deska s názvem ministerstva na budově
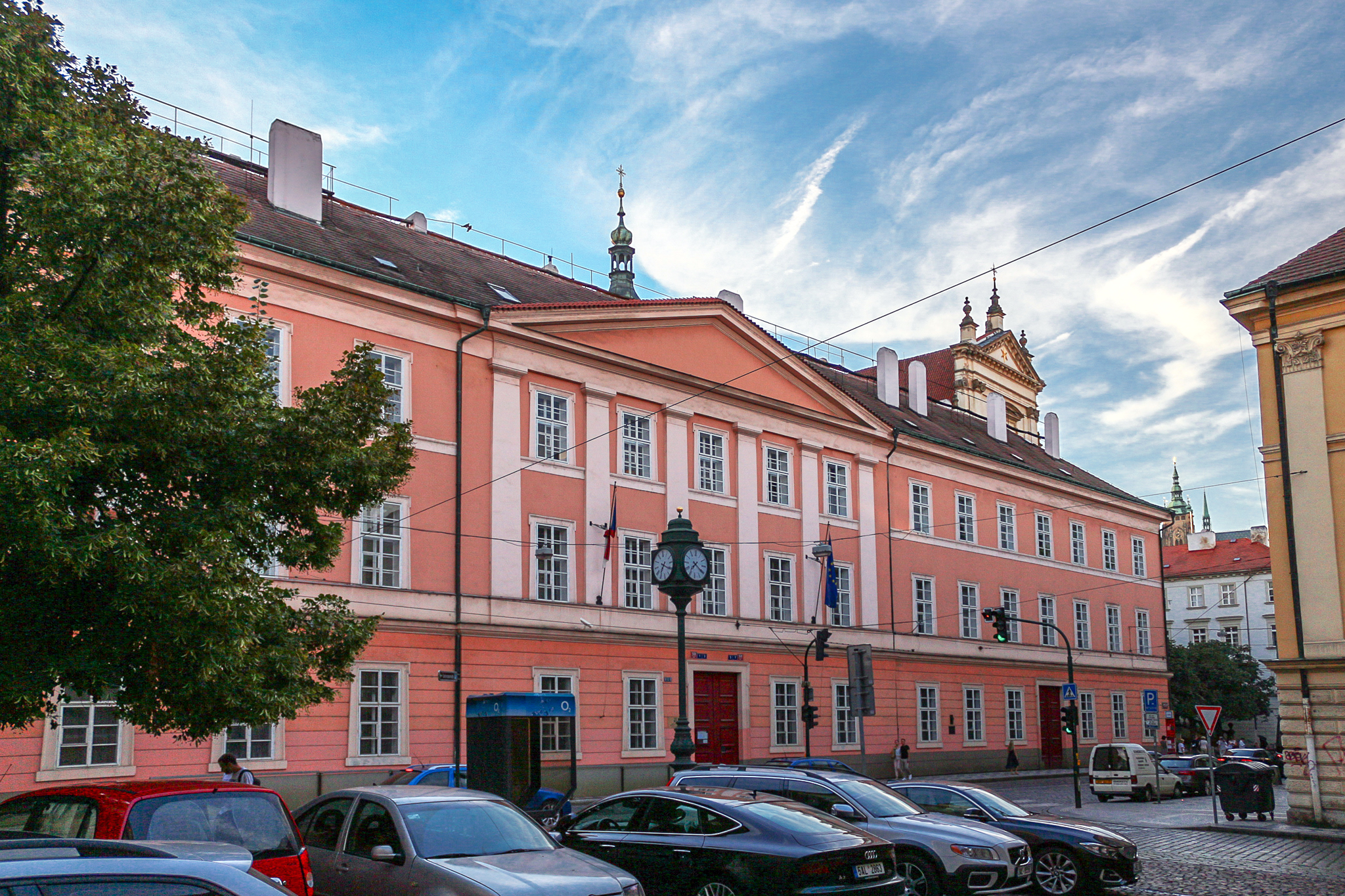
Budova MŠMT v Karmelitské ulici